# Neue Peenebrücke Wolgast
Die Neue Peenebrücke Wolgast ist eine geplante 1465 Meter lange Straßenbrücke der Bundesstraße 111 über den Peenestrom bei Wolgast.
Die Brücke ist Teil der im Bau befindlichen 6,8 Kilometer langen Ortsumgehung von Wolgast. Zweck ist die Verbesserung der Verbindung zwischen der Bundesautobahn 20 und der Insel Usedom. Die Brücke ist Teil des Bundesverkehrswegeplans 2030 und dort als vordringlicher Bedarf eingestuft.
Die Zügelgurtbrücke ist die erste ihrer Art in Europa. Die Pylonen werden eine Höhe von 70 Meter haben, die Durchfahrtshöhe für Schiffe auf dem Peenestrom beträgt 42 Meter. Die geplanten Gesamtkosten des Projektes betrugen zunächst 137 Millionen Euro, wovon der Bund 133 Millionen trägt. Der erste Spatenstich für die Ortsumgehung Wolgast erfolgte am 14. August 2021, der Baubeginn der Peenebrücke war für die zweite Hälfte 2022 vorgesehen. Verkehrsprognosen rechnen mit 9000 Fahrzeugen pro Tag im Jahr 2030.
Im Juli 2025 soll die europaweite Angebotseröffnung für die neue Brücke starten, später als ursprünglich geplant. Die Zuschlagserteilung ist für den Herbst 2025 vorgesehen. Die Kosten für die Ortsumgehung Wolgast einschließlich aller Bauwerke sind im Juni 2025 mit 287 Millionen Euro veranschlagt; sie werden vom Bund und anteilig von der Stadt Wolgast und dem Landkreis Vorpommern-Greifswald getragen.